# آسبیس
آسبیس (انگلیسی: ASBIS) شرکت الکترونیک بلاروس است، که در سال ۱۹۹۰ تأسیس شد.